# Красногорка (Попельнянский район)
Красного́рка (укр. Красногірка) — село на Украине, основано в 1825 году, находится в Попельнянском районе Житомирской области.
Код КОАТУУ — 1824782701. Население по переписи 2001 года составляет 387 человек. Почтовый индекс — 13542. Телефонный код — 4137. Занимает площадь 2,819 км².

## История
В 1946 году указом ПВС УССР село Хейлов переименовано в Красногорку.

## Адрес местного совета
13542, Житомирская область, Попельнянский р-н, с. Красногорка, ул. Ленина, 6